# Tetela, Michoacán de Ocampo
Tetela är en ort i Mexiko.   Den ligger i kommunen Tlalpujahua och delstaten Michoacán de Ocampo, i den sydöstra delen av landet, 120 km väster om huvudstaden Mexico City. Tetela ligger 2 612 meter över havet och antalet invånare är 189.
Terrängen runt Tetela är huvudsakligen kuperad, men den allra närmaste omgivningen är platt. Runt Tetela är det ganska tätbefolkat, med 179 invånare per kvadratkilometer. Närmaste större samhälle är El Oro de Hidalgo, 9,4 km öster om Tetela. Trakten runt Tetela består till största delen av jordbruksmark.